# Народна архитектура на Карпатите
Народната архитектура на Карпатите черпи вдъхновение от природни и културни източници за създаването на проекти с уникален стил, типичен за региона.
Терминът „народна архитектура“ се отнася до непрофесионална архитектура на простолюдието, включително селска архитектура. В планинския регион на Карпатите и околните подножия дървото и глината са основните традиционни строителни материали.

## Културно и религиозно влияние

### Източно християнство
Тъй като повечето украинци, русини и румънци са източни християни, техните строителни техники традиционно включват религиозни елементи, които се различават от западнохристиянските и еврейските архитектурни стилове.
Самите църковни храмове са разделени на три части (притвор, наос и олтар) с иконостас. Външната форма често е кръстовидна, винаги включва централен купол и често няколко други купола. По време на службата енориашите са обърнати на изток, в храмовете липсват пейки.
Главните врати и прозорци на традиционната карпатска къща са с южно разположение, а иконите и другите религиозни атрибути са изложени в специален кът за икони, обикновено разположен на източната стена на къщата.
Дървени църкви в Марамуреш, които са част от Световното културно наследство на ЮНЕСКО, са типичен пример за този вид архитектура.

### Юдаизъм
Синагогите в Източна и Централна Европа са известни с уникалната си изцяло дървена конструкция.

## Материали и техника
Детайлите варират в различните райони, но повечето къщи в района традиционно са имали едноетажен, правоъгълен план, една или две стаи, централен комин, четирискатен или вълновиден покрив, измазани и варосани стени.
Използвани са материали, които могат да бъдат намерени на място, включително дърво (обикновено дъб), глина, слама, полски камък, вар и животински тор. Покривите в гъсто залесени и хълмисти райони обикновено са покрити с дървени шиндли или керемиди, докато в по-равнинни и открити райони традиционно се използва ръжена слама .
В края на XIX в. преобладават два вида строителство - хоризонтална колиба и рамкова технология. Стените от дървени трупи типични за региона. На места с много бедна дървесина или с изключителен недостиг на дървесина могат да се използват и стълбове и первази.
За хоризонтална конструкция от трупи, трупите трябва да бъдат врязани, за да се държат заедно. Обикновеният седлови прорез е най-често срещан. Техниката „лястовича опашка“ се използва от хора с богат опит в дърворезбата.
Много хора в тази област измазват своите дървени къщи отвътре и отвън, за да ги предпазят от влага, да подобрят изолацията, да скрият структурните недостатъци и за обща естетическа привлекателност. Традиционната мазилка се изработва от глина, вода, тор, слама или плява. В някои случаи се нанасят няколко слоя, за създаване на гладка повърхност, след което се покриват с вар и вода, за предпазване на глината от дъжд.
Сламените покриви са използвани традиционно, но в последния век популярността им намалява, тъй като представляват опасност от пожар. Незавършените подове са често срещани. Традиционната подовата настилка се приготвя чрез смес от тор, но в по-нови времена дървените подове са предпочитани.
Обикновено дългата стена на къщата е между 7.9м и 9.1м, а страничната стена – между 3.7м и 5.2м. Традиционна глинена пещ е доминираща в централната част на къщата.